# Bodås
Bodås is een plaats in de gemeente Hofors in het landschap Gästrikland en de provincie Gävleborgs län in Zweden. De plaats heeft 112 inwoners (2005) en een oppervlakte van 27 hectare.